# Echinopla maeandrina
Echinopla maeandrina är en myrart som beskrevs av Hermann Stitz 1938. Echinopla maeandrina ingår i släktet Echinopla och familjen myror. Inga underarter finns listade i Catalogue of Life.